# پوسیولوک وی کونگرسا کومینترنا
پوسیولوک وی کونگرسا کومینترنا (به لاتین: Posyolok VI Kongressa Kominterna) یک منطقهٔ مسکونی در روسیه است که در سرزمین آلتای واقع شده‌است.